# Dienné
Dienné település Franciaországban, Vienne megyében. Lakosainak száma 583 fő (2022. január 1.). Dienné Fleuré, Lhommaizé, Saint-Laurent-de-Jourdes és Vernon községekkel határos.

## Népesség
A település népességének változása:
| Lakosok száma | 545  | 548  | 567  | 561  | 567  | 573  | 581  | 584  | 583  |
|               | 2013 | 2015 | 2016 | 2017 | 2018 | 2019 | 2020 | 2021 | 2022 |